# Przemyśl Pikulice
Przemyśl Pikulice − zamknięty w 1994 roku przystanek osobowy w Przemyślu, w woj. podkarpackim, w Polsce. Położony jest przy linii kolejowej z Przemyśla Głównego do Malhowic. Został oddany do użytku w 1889 roku przez kkStB.

## Modernizacja
W roku 2022 przystanek wraz z pozostałymi na linii został zmodernizowany. Wykonano remont torów oraz peronów a w pobliżu przystanku został zainstalowany przejazd kolejowo-drogowy kategorii B. W listopadzie 2023 r. została zburzona nastawnia dysponująca. Mimo wykonania modernizacji, w roku 2024 przystanek nadal nie obsługiwał pociągów.